# 鉄火場破り
『鉄火場破り』（てっかばやぶり）は、1964年7月12日に公開された日活制作の任侠映画である。監督は斎藤武市。主演は石原裕次郎。明治時代の壺ふり師の男を扱った映画である。

## 配役
- 石原裕次郎 : 関東政
- 芦川いづみ : 千鶴
- 山茶花究 : カミソリの竜
- 菅井一郎 : 権現院主
- 小沢昭一 : 藤田
- 木浦佑三 : 原田
- 近藤宏 : 松
- 深江章喜 : 堀川
- 青木一郎 : 張番の男
- 杉江弘 : 沖山
- 長弘 : 村野
- 雪江恵介 : 瀬戸
- 柳瀬志郎 : 勘次
- 木島一郎 : 倉本
- 高野誠二郎 : 警察署長
- 片桐常雄 : 刺青師
- 高品格 : 角次
- 名古屋章 : 別当
- 宇野重吉 : 壷振りの源

## スタッフ
- 監督 ： 斎藤武市
- 脚本 ： 甲斐久尊
- 企画 ： 笹井英男
- 音楽 ： 小杉太一郎
- 撮影 : 萩原憲治
- 美術 : 中村公彦
- 編集 : 近藤光雄

## ロケ地
- 琴林公園・津田の松原[4]